# Matthew Smith
Pour les articles homonymes, voir Matthew Smith et Smith.
Matthew Arnold Bracy Smith, né le 22 octobre 1879 à Halifax dans le Yorkshire de l'Ouest et mort en 1959, est un peintre britannique du XXe siècle surnommé parfois « the English fauve ».

## Biographie
Fils d’un industriel fortuné, il travaille d’abord quelques années dans l’entreprise familiale.
Il ne commence des études d’art qu’à l'âge de 31 ans. Après avoir suivi les cours de la Manchester School of Art, il se rend à Paris où il suit les cours de Matisse. Il expose pour la première fois en 1926. En 1936 il s’établit à Aix-en-Provence et peindra de nombreux paysages de Provence. Il subira l’influence de Cézanne. À partir des années 1940, il souffre de problèmes oculaires qui altèrent sa vision des couleurs. Il est opéré  de la cataracte en 1953. Il est inhumé au Gunnersbury Cemetery à Londres.
Il est connu pour ses natures mortes et ses nus. 
Il est fait commandeur de l'ordre de l'Empire britannique en 1949.

## Musées
- Tate Gallery
- Guildhall Art Gallery

## Expositions
- 1953 : Tate Gallery, Londres -
- 1983 :  Barbican Art Gallery
- 26 juin – 5 septembre 2010 : Victoria art gallery Bath : The English Matisse : Landscapes by Matthew Smith[1]